# La ragazza delle balene
La ragazza delle balene (Whale Rider) è un film del 2002 sceneggiato e diretto da Niki Caro, tratto dal romanzo The Whale Rider di Witi Ihimaera, che ha vinto numerosi premi internazionali.
L'attrice Keisha Castle-Hughes è stata candidata agli Oscar come migliore attrice protagonista nel 2004.

## Trama
Porourangi, figlio del capo di una tribù maori di nome Koro Apirana e diretto discendente della figura leggendaria di Paikea, assiste la moglie durante il parto dei loro due figli, gemelli, un maschio e una femmina. Il figlio primogenito avrebbe ereditato dal nonno il titolo di capo. Il travaglio è difficile e la donna e il bambino non sopravvivono. Porourangi decide di mettere il nome dell'antenato alla figlia, quasi a voler sfidare il padre. Paikea, la bambina, non è ben vista dal nonno, poiché egli si aspettava una discendenza maschile per continuare la nobile stirpe e preservarne le tradizioni. Ciononostante, quando la bambina cresce, egli se ne affeziona e le racconta le storie delle loro origini.
Koro ancora spera che Porourangi gli dia una discendenza maschile, ma il figlio, impegnato come artista in Europa, pur avendo trovato una nuova compagna e aspettando da lei un figlio, non è intenzionato a rinnovare le tradizioni e ad affidare al bambino l'eredità del nonno. Koro, consultandosi con altri capi, decide di istituire uno speciale corso per selezionare il nuovo capo tra i fanciulli del villaggio. Paikea, per quanto sia legatissima alla sua cultura, viene esclusa dal nonno paterno dalle lezioni perché femmina. Nonostante il divieto, la bambina si fa aiutare dallo zio (grazie all'appoggio della nonna), il quale era stato a suo tempo un campione nel taiaha, e presto è in grado di eguagliare i ragazzi. Pur dimostrando di possedere tutti i requisiti per diventare un grande capo, il nonno continua a rifiutarla e la sua indifferenza è causa di sofferenza per Paikea. Una sera le balene, attirate dal canto della ragazza rivolto agli antenati per riportare l'equilibrio nel villaggio, si arenano sulla spiaggia e a nulla valgono gli sforzi degli abitanti per riportarle in acqua.
In un ultimo tentativo, non vista, solo Paikea, cavalcando la balena principale come fece il primo capo della tribù, riuscirà a risolvere la situazione portandola al largo e salvandole la vita. Quando il gruppo si accorge della sua scomparsa partono le ricerche ma già molti, in spiaggia, la piangono come morta e la nonna dà la colpa a Koro per quanto accaduto e gli mette in mano il simbolo del capo, un dente di balena, che lui aveva gettato in acqua e che Paikea aveva recuperato senza dirglielo. Questo fa capire al nonno ciò che ha sempre avuto davanti agli occhi: l'erede che sta cercando è sua nipote, escluderla perché femmina non ha nessun senso. 
La sera stessa, però, Koro riceve una telefonata con cui gli annunciano che la nipote è stata ritrovata ma si trova ora in gravi condizioni all'ospedale. Vi si reca subito e, distrutto dal dolore davanti al capezzale della ragazza, chiede perdono a Dio per non averla accettata come legittima erede. In quel momento la ragazza si risveglia.
Il film termina con tutta la tribù che si riunisce per celebrare il suo status come nuova leader, trascinando una waka (imbarcazione) in mare per il suo viaggio inaugurale. Paikea, che porta al collo il dente di balena, dichiara: "Mi chiamo Paikea Apirana, e vengo da un'antica stirpe di capi che risalgono al tempo in cui si cavalcavano le balene. Non sono un predestinato, ma so che il nostro popolo andrà avanti, andremo avanti tutti insieme, con tutte le nostre forze".

## Produzione
- Ai provini per il ruolo di Paikea, Keisha Castle-Hughes aveva affermato di saper nuotare. Solo quando si è trattato di girare le scene in cui nuotava ha ammesso di non esserne capace. Molte scene in cui Paikea nuota sono state girate dalla sua controfigura Waio Parata-Haua.
- Le balene del film sono rappresentate usando una combinazione di modelli a grandezza naturale, mossi all'interno da uomini, e di disegni al computer.
- Il film mostra Paikea che compie azioni che in realtà le donne maori non fanno (come andare in canoa, lottare). Gli attori e il cast hanno perciò intonato dei canti māori per scongiurare la sfortuna che sarebbe derivata dal fatto che Keisha Castle-Hughes effettuasse tali azioni.
- Una scena che mostrava Keisha Castle-Hughes mentre vomita è stata tagliata, perché Niki Caro sosteneva che Keisha non era abbastanza convincente.[senza fonte]

## Riconoscimenti
- 2002 - Toronto International Film Festival
  - Premio del pubblico al miglior film
- 2003 - BAFTA Awards
  - Miglior lungometraggio
- 2003 - Chicago International Children's Film Festival
  - Miglior lungometraggio d'azione
- 2003 - Cinemanila International Film Festival
  - Premio speciale della giuria
- 2003 - Environmental Media Awards
  - Miglior lungometraggio
- 2003 - Humanitas Prize
  - Sundance Film Category
- 2003 - New Zealand Film and TV Awards
  - Migliore attrice
  - Migliori costumi
  - Migliore regia
  - Miglior film
  - Migliore attrice giovane
  - Miglior colonna sonora
  - Miglior sceneggiatura
  - Miglior attore non protagonista
  - Migliore attrice non protagonista
- 2003 - International Film Festival Rotterdam
  - Premio della critica
- 2003 - San Francisco International Film Festival
  - Miglior lungometraggio narrativo
- 2003 - Seattle International Film Festival
  - Migliore regia
  - Miglior film
- 2003 - Sundance Film Festival
  - Miglior film straniero
- 2003 - São Paulo International Film Festival
  - Premio della giuria internazionale
- 2004 - Critics' Choice Movie Award
  - Miglior attrice
- 2004 - Chicago Film Critics Association Awards
  - Miglior giovane attrice
- 2004 - Independent Spirit Awards
  - Miglior film straniero
- 2004 - Mexico City International Contemporary Film Festival
  - Premio speciale al miglior contenuto umanitario
- 2004 - Online Film Critics Society Awards
  - Migliore interpretazione
- 2004 - Young Artist Award
  - Miglior lungometraggio straniero
  - Migliore attrice in un film straniero